# Astragalus piscator
Astragalus piscator là một loài thực vật có hoa trong họ Đậu. Loài này được Barneby & S.L.Welsh miêu tả khoa học đầu tiên.